# 中华人民共和国国防交通法
《中华人民共和国国防交通法》是一部中华人民共和国法律，该法律于2016年9月3日在第十二届全国人民代表大会常务委员会通过，并于2017年1月1日起施行。

## 立法缘由
《中华人民共和国国防交通法》的第一条是“为了加强国防交通建设，促进交通领域军民融合发展，保障国防活动顺利进行，制定本法。”

## 实施
《中华人民共和国国防交通法》的最后一条是“本法自2017年1月1日起施行。”
2021年10月23日，十三届全国人民代表大会常务委员会通过《关于深化国防动员体制改革期间暂时调整适用相关法律规定的决定》，深化国防动员体制改革期间，暂时调整适用本法中有关国防动员以及人民武装动员、经济动员、人民防空、交通战备、国防教育的领导管理体制、军地职能配置、工作机构设置和国防动员资源指挥运用的规定。